# Pedro Brito Guimarães
Pedro Brito Guimarães (* 22. Februar 1954 in Canto do Buriti, Piauí) ist ein brasilianischer Geistlicher und römisch-katholischer Erzbischof von Palmas.

## Leben
Pedro Brito Guimarães empfing am 26. Januar 1986 die Priesterweihe.
Papst Johannes Paul II. ernannte ihn am 17. Juli 2002 zum Bischof von São Raimundo Nonato. Der Bischof von Oeiras-Floriano, Augusto Alves da Rocha, spendete ihm am 14. September desselben Jahres die Bischofsweihe; Mitkonsekratoren waren Celso José Pinto da Silva, Erzbischof von Teresina, und Cândido Lorenzo González OdeM, Altbischof von São Raimundo Nonato. Als Wahlspruch wählte er SITIO.
Am 20. Oktober 2010 wurde er zum Erzbischof von Palmas ernannt und am 17. Dezember desselben Jahres in das Amt eingeführt.